# Otus rutilus
Otus rutilus là một loài chim trong họ Strigidae.